# Mörttjärnen, Närke
Mörttjärnen är en sjö i Örebro kommun i Närke och ingår i Göta älvs huvudavrinningsområde.